# José Luis Espert
José Luis Espert (Pergamino, 21 novembre 1961) è un economista e politico argentino.

## Biografia
Si è laureato in economia all'Università di Buenos Aires, ha conseguito un master all'Università del Centro di Studi Macroeconomici d'Argentina e un altro in statistica all'Università Nazionale di Tucumán.
Alla fine del 2018 ha annunciato le sue intenzioni di candidarsi alle elezioni presidenziali, alle quali ha partecipato con il partito "Uniti per la libertà e la dignità" di José Bonacci.
Il 14 febbraio 2019 si è sposato con María Mercedes González.
Dopo aver formato il Frente Despertar con altri partiti minori, Espert si è candidato alle elezioni primarie dell'11 agosto 2019, superando la barriera dell'1,5% dei voti presentandosi come candidato per le elezioni presidenziali del 27 ottobre 2019, in cui ha ottenuto l'1,47% dei voti.
Nel marzo 2020 ha conseguito il dottorato di ricerca in economia presso l'Università del CEMA (UCEMA) con una tesi intitolata Trade Policy and Real Wages: an empirical approach to the Argentine case.
È professore di econometria alla Facoltà di scienze economiche dell'Università di Buenos Aires e di finanza pubblica all'Università del Centro di Studi Macroeconomici d'Argentina, dove ha inoltre tenuto il corso di principi di macroeconomia.
Ha iniziato la sua carriera nello studio di Miguel Ángel Broda, dove è stato analista di programmazione monetaria e poi capo economista. In seguito ha lavorato come econometrico all'Estudio Arriazu ed è stato partner di Econométrica S.A. Nel 2000 ha fondato la sua società di consulenza di nome Estudio Espert.
È membro della Società argentina di economia politica ed è anche editorialista per i giornali La Nación, El Cronista in Argentina ed El País nell'Uruguay.

## Opere
- José Luis Espert, La Argentina devorada, Buenos Aires, Galerna, 2017.
- José Luis Espert, La sociedad cómplice, 2019.
- José Luis Espert, La Argentina deseada, 2023.